# Parc d'État de Big Lagoon
 Acquis et créé en 1977, Big Lagoon State Park est un parc d'Etat situé sur la côte nord-ouest de la Floride, d'une surface de 2,85 km², situé à environ 16 km au sud-ouest de Pensacola. Il englobe la limite nord de Big Lagoon alors qu'il serpente vers Pensacola Bay à l'est. Wild Grande Lagoon et ses petits affluents se trouvent dans les limites du parc, tout comme l'étang Long habité par des alligators, un étang d'eau douce artificiel. 

## Description
Le parc est un «site passerelle» pour le Great Florida Birding Trail. Il comprend neuf communautés naturelles distinctes, dont le marais d'estuaire, les bois plats, les bois plats humides et est dominé par les bois plats broussailleux. Le parc abrite un certain nombre d'espèces menacées et en voie de disparition telles que la Renouée à grandes feuilles, la tortue gophère, des oiseaux de rivage migrateurs comme le pluvier neigeux, la petite sterne parmi une vingtaine d'autres espèces répertoriées. 
Depuis Big Lagoon, le Florida Park Service gère deux parcs d'État voisins - Perdido Key State Park au sud-ouest et Tarkiln Bayou Preserve State Park au nord.

## Galerie

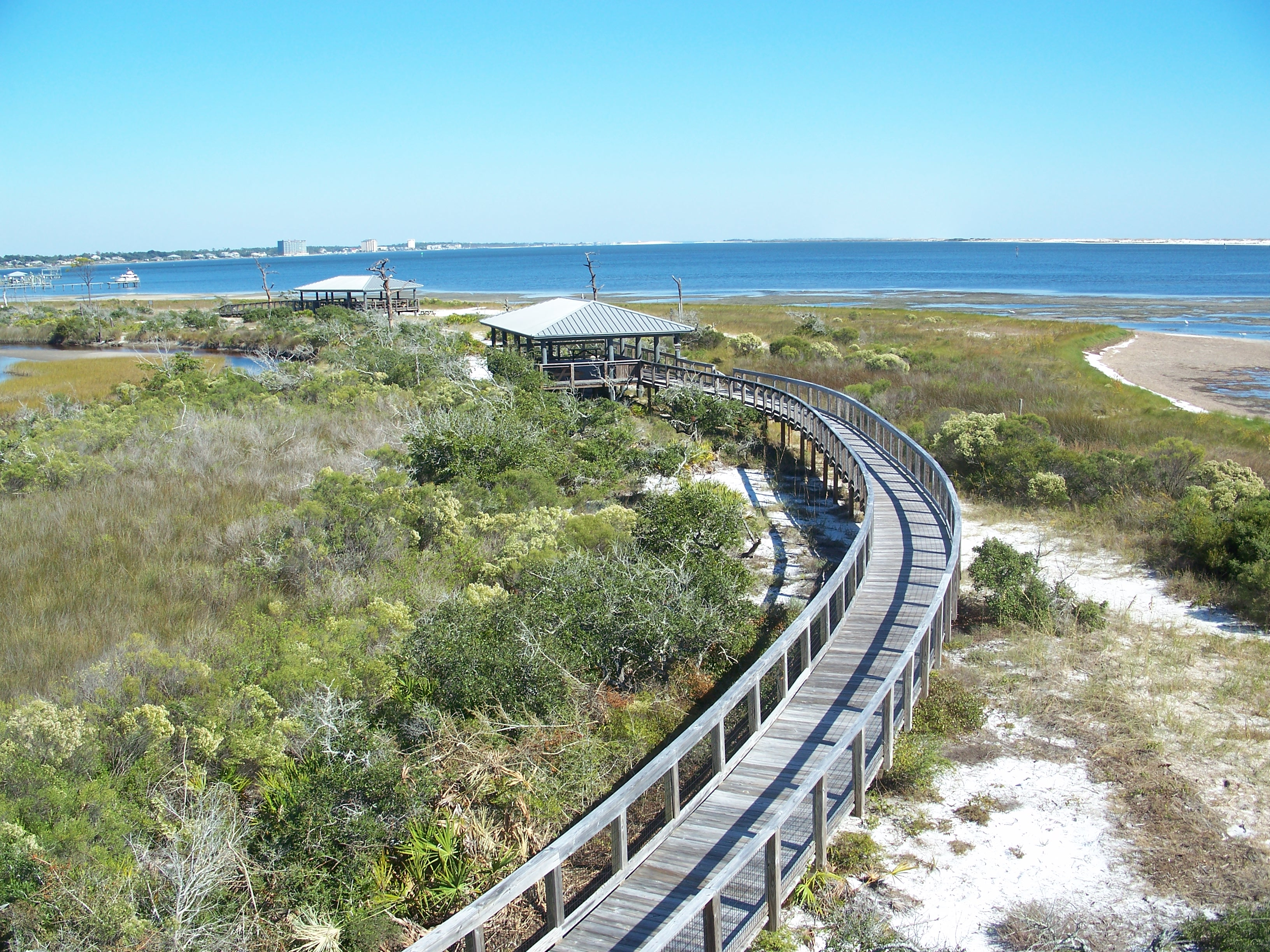
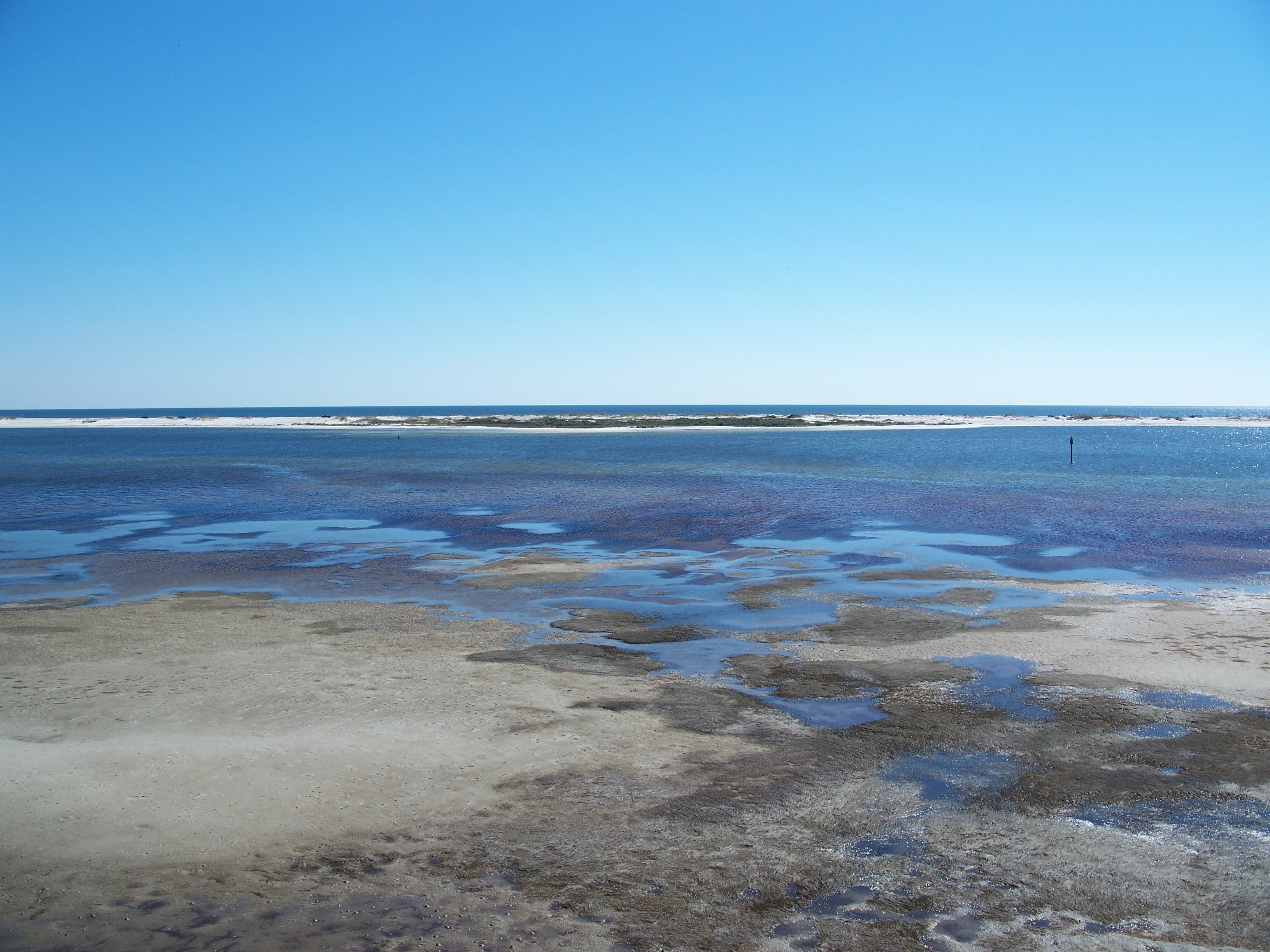
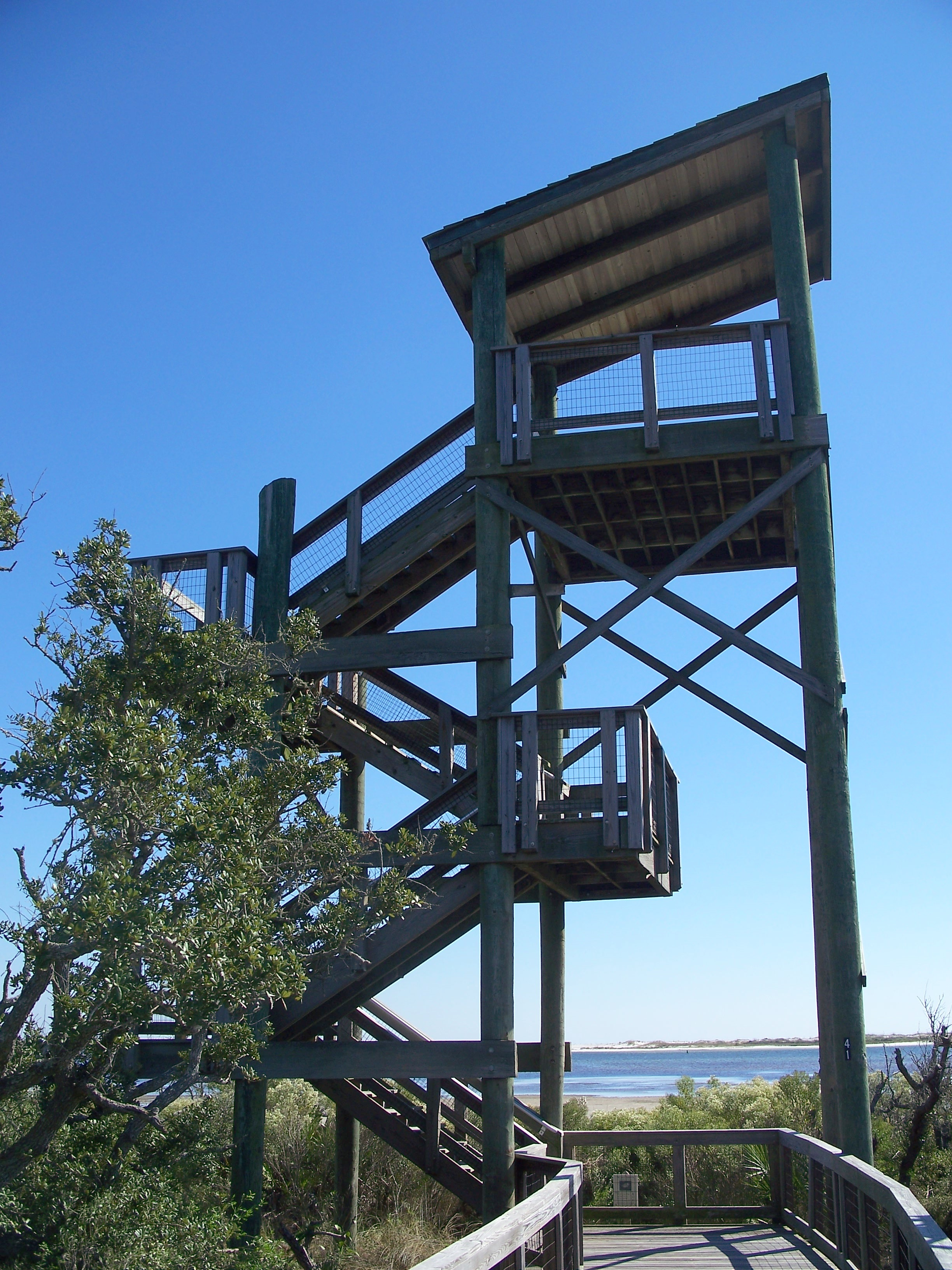
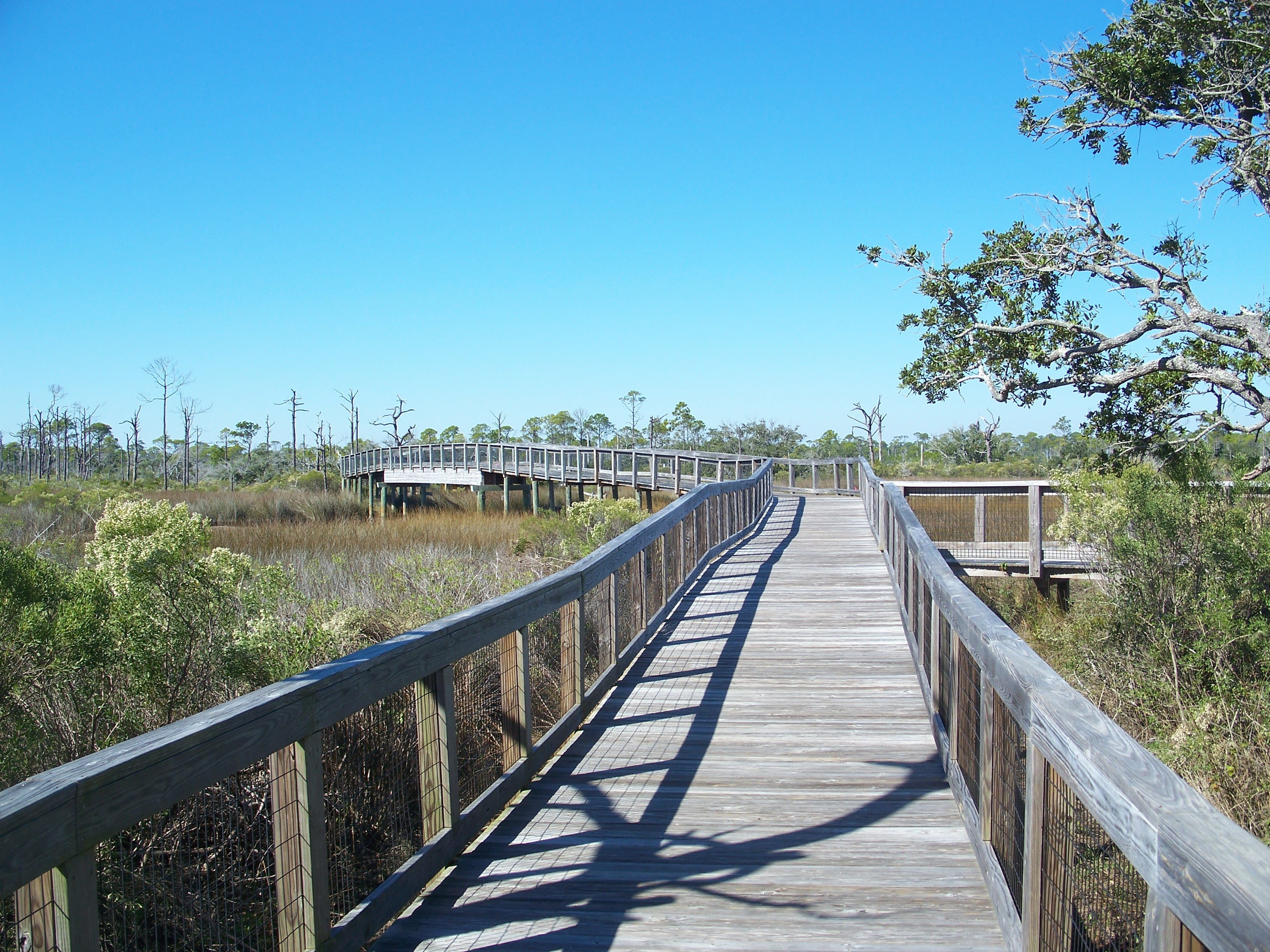
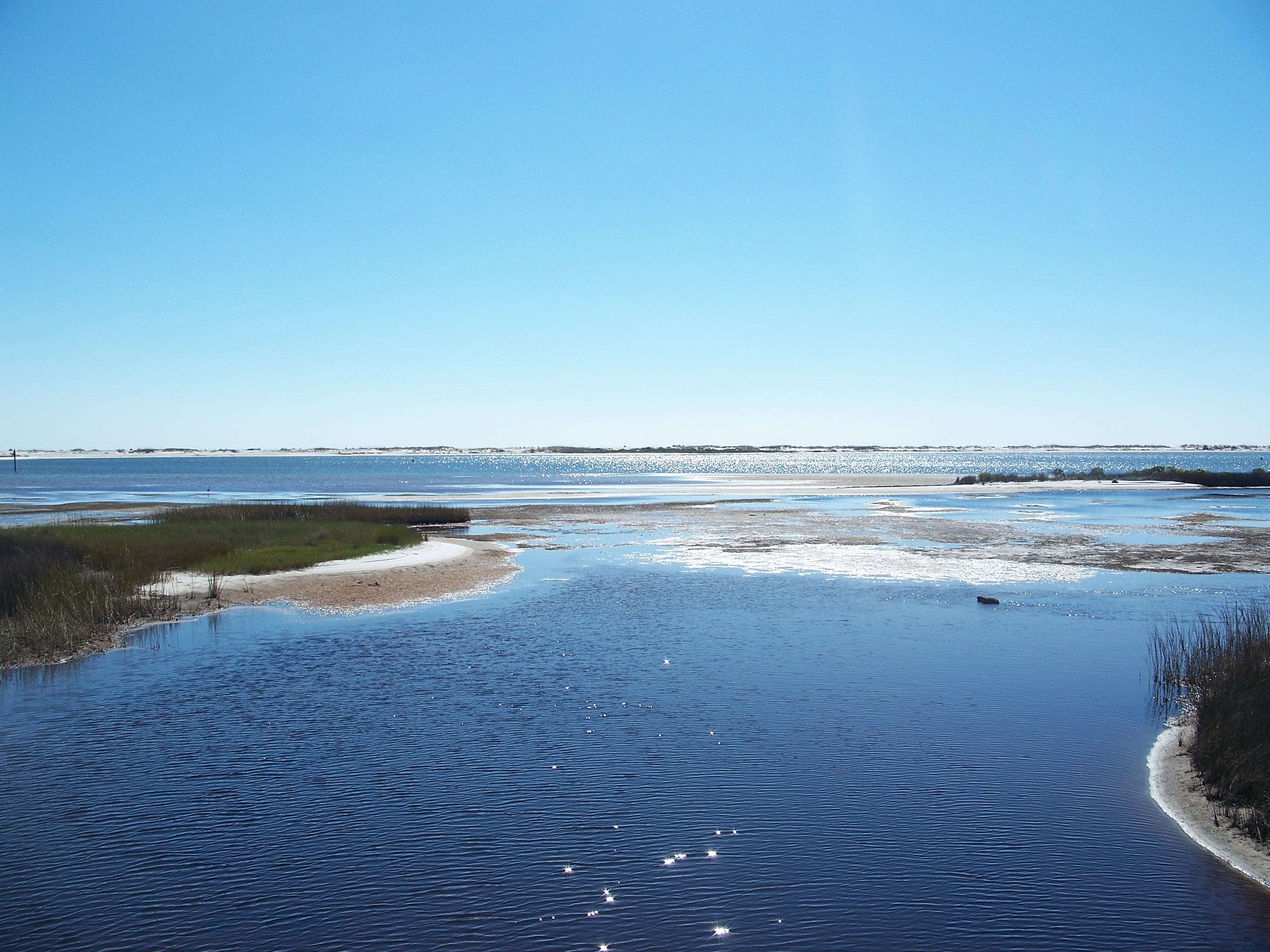
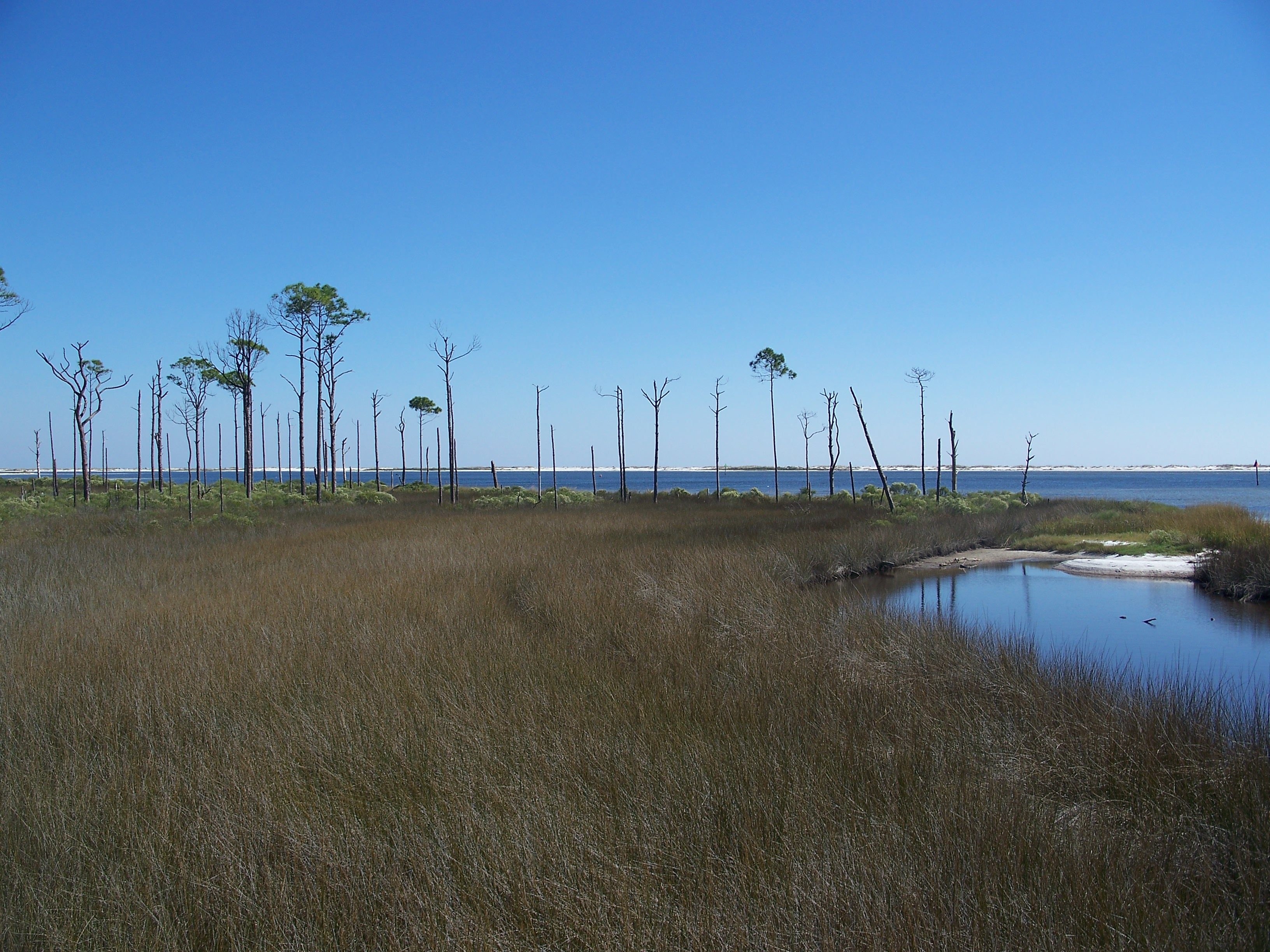
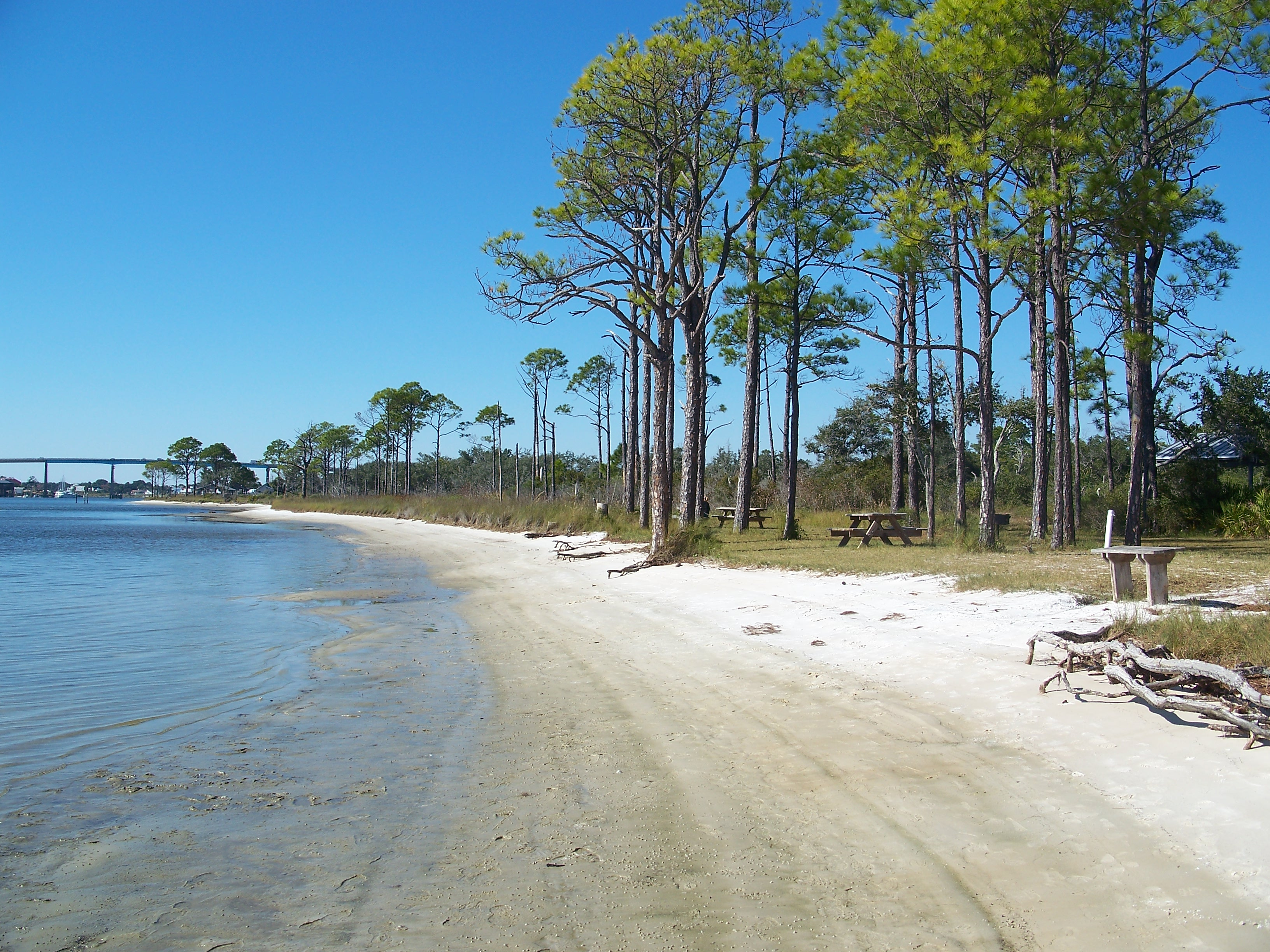